# Kotász Antal
Kotász Antal (Vasvár, 1929. szeptember 1. – Budapest, 2003. július 1.) magyar válogatott labdarúgó. A nemzeti csapat balfedezete. Tagja volt az 1958-ban, a svédországi világbajnokságon tizedik helyezést elért együttesnek.

## Pályafutása

### Klubcsapatban
Balfedezetként a Vasasban mutatkozott be, majd játszott a Szegedi Honvédban és a Sztálin Vasmű Építők együtteséből lett válogatott. A pályafutásának legnagyobb sikereit viszont a Budapesti Honvéddal érte el, amelyben 179 bajnoki mérkőzésen hét gólt lőtt. 1955-ben bajnokságot, 1959-ben pedig Közép-európai Kupát nyert. Ráadásul a Honvédban az emigráció helyett hazatérő Bozsik József fedezetpárja volt és játszott eredményesen. Kitűnő, gyors, sokoldalú, szerelő-, és cselkészsége a kor és a válogatott legjobbjai közé emelte. Néha csatárt is játszott.

### A válogatottban
1954-es berni kudarc után kapott lehetőséget, a minden csapatrészben bevethető Kotász 1954 és 1961 között, összesen 37 alkalommal játszhatott a válogatottban. Tagja volt az 1958-ban, a svédországi világbajnokságon tizedik helyezést elért együttesnek. A címeres mezesek közt balhátvédként is jól megállta a helyét.
Két mérkőzésen játszott az 1958-as svédországi világbajnokságon (Magyarország-Mexikó 4-0 és Wales 2-1 Magyarország).
A válogatott karrierje 1954. szeptember 19-én kezdődött (5-1-es győzelem Románia ellen) 1961. október 22-éig (3-3 Hollandia ellen) tartott.
Az első dunaújvárosi (sztálinvárosi) válogatott labdarúgó.
Hosszú súlyos betegség után, 73 éves korában hunyt el.

## Sikerei, díjai
- 1955 Magyar Bajnok
- 1959 Közép-európai Kupa

## Statisztika

### Mérkőzései a válogatottban
| Magyarország | Magyarország         | Magyarország                     | Magyarország  | Magyarország | Magyarország  | Magyarország  | Magyarország | Magyarország |
| #            | Dátum                | Helyszín                         | Hazai         | Eredmény     | Vendég        | Kiírás        | Gólok        | Esemény      |
| ------------ | -------------------- | -------------------------------- | ------------- | ------------ | ------------- | ------------- | ------------ | ------------ |
| 1.           | 1954. szeptember 19. | Budapest, Népstadion             | Magyarország  | 5 – 1        | Románia       | barátságos    | -            |              |
| 2.           | 1954. szeptember 26. | Moszkva, Dinamo-stadion          | Szovjetunió   | 1 – 1        | Magyarország  | barátságos    | -            | 21'          |
| 3.           | 1954. november 14.   | Budapest, Népstadion             | Magyarország  | 4 – 1        | Ausztria      | barátságos    | -            |              |
| 4.           | 1955. november 27.   | Budapest, Népstadion             | Magyarország  | 2 – 0        | Olaszország   | Európa-kupa   | -            |              |
| 5.           | 1956. február 19.    | Isztambul                        | Törökország   | 3 – 1        | Magyarország  | barátságos    | -            |              |
| 6.           | 1956. május 20.      | Budapest, Népstadion             | Magyarország  | 2 – 4        | Csehszlovákia | Európa-kupa   | -            |              |
| 7.           | 1956. július 15.     | Budapest, Népstadion             | Magyarország  | 4 – 1        | Lengyelország | barátságos    | -            |              |
| 8.           | 1956. szeptember 16. | Belgrád, JNA-stadion             | Jugoszlávia   | 1 – 3        | Magyarország  | Európa-kupa   | -            |              |
| 9.           | 1956. szeptember 23. | Moszkva, Lenin-stadion           | Szovjetunió   | 0 – 1        | Magyarország  | barátságos    | -            |              |
| 10.          | 1956. október 7.     | Párizs, Colombes Stadion         | Franciaország | 1 – 2        | Magyarország  | barátságos    | -            |              |
| 11.          | 1956. október 14.    | Bécs, Práter-stadion             | Ausztria      | 0 – 2        | Magyarország  | barátságos    | -            |              |
| 12.          | 1957. június 12.     | Oslo, Ullevaal Stadion           | Norvégia      | 2 – 1        | Magyarország  | vb-selejtező  | -            |              |
| 13.          | 1957. június 16.     | Stockholm, Råsunda Stadion       | Svédország    | 0 – 0        | Magyarország  | barátságos    | -            |              |
| 14.          | 1957. június 23.     | Budapest, Népstadion             | Magyarország  | 4 – 1        | Bulgária      | vb-selejtező  | -            |              |
| 15.          | 1958. április 20.    | Budapest, Népstadion             | Magyarország  | 2 – 0        | Jugoszlávia   | barátságos    | -            |              |
| 16.          | 1958. június 15.     | Sandviken, Jernvallen (SWE)      | Magyarország  | 4 – 0        | Mexikó        | vb-csoportkör | -            |              |
| 17.          | 1958. június 17.     | Stockholm, Råsunda Stadion (SWE) | Wales         | 2 – 1        | Magyarország  | vb-csoportkör | -            |              |
| 18.          | 1958. november 23.   | Budapest, Népstadion             | Magyarország  | 3 – 1        | Belgium       | barátságos    | -            |              |
| 19.          | 1959. április 19.    | Budapest, Népstadion             | Magyarország  | 4 – 0        | Jugoszlávia   | barátságos    | -            |              |
| 20.          | 1959. május 1.       | Drezda, Hans Meyer Stadion       | NDK           | 0 – 1        | Magyarország  | barátságos    | -            |              |
| 21.          | 1959. június 28.     | Budapest, Népstadion             | Magyarország  | 3 – 2        | Svédország    | barátságos    | -            |              |
| 22.          | 1959. szeptember 27. | Budapest, Népstadion             | Magyarország  | 0 – 1        | Szovjetunió   | NEK-selejtező | -            |              |
| 23.          | 1959. október 11.    | Belgrád, JNA-stadion             | Jugoszlávia   | 2 – 4        | Magyarország  | barátságos    | -            |              |
| 24.          | 1959. október 25.    | Budapest, Népstadion             | Magyarország  | 8 – 0        | Svájc         | Európa-kupa   | -            | 59'          |
| 25.          | 1959. november 8.    | Budapest, Népstadion             | Magyarország  | 4 – 3        | NSZK          | barátságos    | -            |              |
| 26.          | 1959. november 29.   | Firenze, Stadio Comunale         | Olaszország   | 1 – 1        | Magyarország  | Európa-kupa   | -            |              |
| 27.          | 1960. május 22.      | Budapest, Népstadion             | Magyarország  | 2 – 0        | Anglia        | barátságos    | -            |              |
| 28.          | 1960. június 5.      | Budapest, Népstadion             | Magyarország  | 3 – 3        | Skócia        | barátságos    | -            |              |
| 29.          | 1961. február 17.    | Kairó, Olimpiai Stadion          | Egyiptom      | 0 – 2        | Magyarország  | barátságos    | -            |              |
| 30.          | 1961. április 16.    | Budapest, Megyer úti Stadion     | Magyarország  | 2 – 0        | NDK           | vb-selejtező  | -            |              |
| 31.          | 1961. április 30.    | Rotterdam, Feijenoord Stadion    | Hollandia     | 0 – 3        | Magyarország  | vb-selejtező  | -            |              |
| 32.          | 1961. május 7.       | Belgrád, JNA-stadion             | Jugoszlávia   | 2 – 4        | Magyarország  | barátságos    | -            | 63'          |
| 33.          | 1961. május 28.      | Budapest, Népstadion             | Magyarország  | 3 – 2        | Wales         | barátságos    | -            |              |
| 34.          | 1961. június 11.     | Budapest, Népstadion             | Magyarország  | 1 – 2        | Ausztria      | barátságos    | -            |              |
| 35.          | 1961. szeptember 10. | Berlin, Walter Ulbricht Stadion  | NDK           | 2 – 3        | Magyarország  | vb-selejtező  | -            |              |
| 36.          | 1961. október 8.     | Bécs, Práter-stadion             | Ausztria      | 2 – 1        | Magyarország  | barátságos    | -            |              |
| 37.          | 1961. október 22.    | Budapest, Népstadion             | Magyarország  | 3 – 3        | Hollandia     | vb-selejtező  | -            |              |
|              | Összesen             |                                  |               | 37           | mérkőzés      |               | 0            | gól          |